# Nemesmedves
Nemesmedves là một thị trấn thuộc hạt Vas, Hungary. Thị trấn này có diện tích 4,74 km², dân số năm 2010 là 21 người, mật độ 4 người/km².